# Бжезький повіт (Опольське воєводство)
Бжеський повіт (пол. powiat brzeski) — один з 11 земських повітів Опольського воєводства Польщі.
Утворений 1 січня 1999 року в результаті адміністративної реформи.

## Загальні дані
Повіт знаходиться у західній частині воєводства.
Адміністративний центр — місто Бжег.
Станом на 1.01.2008 населення становить 92 090 осіб, площа 875,98 км².

## Демографія
Демографічні дані повіту станом на 30.06.2005:
|       | Всього | Всього | Жінки  | Жінки | Чоловіки | Чоловіки |
| ----- | ------ | ------ | ------ | ----- | -------- | -------- |
|       | осіб   | %      | осіб   | %     | осіб     | %        |
| Повіт | 92 637 | 100    | 47 598 | 51,4  | 45 039   | 48,6     |
| Міста | 53 063 | 100    | 27 824 | 52,4  | 25 239   | 47,6     |
| Села  | 39 574 | 100    | 19 774 | 50    | 19 800   | 50       |